# Crocidura ramona
Crocidura ramona là một loài động vật có vú trong họ Chuột chù, bộ Soricomorpha. Loài này được Ivanitskaya, Shenbrot, & Nevo miêu tả năm 1996.